# Municipio Tacachi
Das Municipio Tacachi ist ein Verwaltungsbezirk im Departamento Cochabamba in Bolivien.

## Lage im Nahraum
Das Municipio Tacachi ist eines von fünf Municipios der Provinz Punata. Es grenzt im Nordwesten an das Municipio Villa Rivero, im Süden und Südosten an das Municipio Cuchumuela und im Nordosten an die Provinz Arani.
Der zentrale Ort des Municipios ist Tacachi mit 1198 Einwohnern im südlichen Teil des Municipios. (Volkszählung 2012)

## Geographie
Das Municipio Tacachi liegt im Übergangsbereich zwischen der Anden-Gebirgskette der Cordillera Central und dem bolivianischen Tiefland.
Die mittlere Durchschnittstemperatur der Region liegt bei etwa 18 °C (siehe Klimadiagramm Cochabamba) und schwankt nur unwesentlich zwischen 14 °C im Juni/Juli und 20 °C im Oktober/November. Der Jahresniederschlag beträgt nur rund 450 mm, bei einer ausgeprägten Trockenzeit von Mai bis September mit Monatsniederschlägen unter 10 mm, und einer Feuchtezeit von Dezember bis Februar mit 90 bis 120 mm Monatsniederschlag.

## Bevölkerung
Die Einwohnerzahl ist zwischen 1992 und 2024 auf das Dreifache angewachsen:
| Jahr | Einwohner | Quelle       |
| ---- | --------- | ------------ |
| 1992 | 422       | Volkszählung |
| 2001 | 1210      | Volkszählung |
| 2012 | 1303      | Volkszählung |
| 2024 | 1276      | Volkszählung |

Die Bevölkerungsdichte des Municipios bei der letzten Volkszählung von 2024 betrug 19 Einwohner/km², der Anteil der städtischen Bevölkerung ist 0,0 Prozent, die Lebenserwartung der Neugeborenen lag im Jahr 2001 bei 63,6 Jahren.
Der Alphabetisierungsgrad bei den über 19-Jährigen beträgt 76,7 Prozent, und zwar 88,7 Prozent bei Männern und 66,0 Prozent bei Frauen (2001).

## Politik
Ergebnis der Regionalwahlen (concejales del municipio) vom 4. April 2010:
| Wahl- berechtigte |  | Wahl- beteiligung | gültige Stimmen |  | MAS-IPSP | MSM    | UN-CP  |
| ----------------- |  | ----------------- | --------------- |  | -------- | ------ | ------ |
| 752               |  | 659               | 559             |  | 327      | 142    | 90     |
|                   |  | 87,6 %            | 84,8 %          |  | 58,5 %   | 25,4 % | 16,1 % |

Ergebnis der Regionalwahlen (elecciones de autoridades políticas) vom 7. März 2021:
| Wahl- berechtigte |  | Wahl- beteiligung | gültige Stimmen |  | MAS-IPSP | MTS     | SÚMATE  | FPV    | PDC    |
| ----------------- |  | ----------------- | --------------- |  | -------- | ------- | ------- | ------ | ------ |
| 852               |  | 780               | 686             |  | 352      | 125     | 113     | 60     | 12     |
|                   |  | 91,55 %           | 87,95 %         |  | 51,31%   | 18,22 % | 16,47 % | 8,75 % | 1,75 % |

## Gliederung
Das Municipio ist nicht weiter in Kantone (cantones) untergliedert und besteht nur aus dem:
- 03-1404-01 Kanton Tacachi – 2 Ortschaften

## Ortschaften im Municipio Tacachi
- Kanton Tacachi
  - Tacachi 1198 Einw.